# Поплітник вохристий
Поплі́тник вохристий (Pheugopedius felix) — вид горобцеподібних птахів родини воловоочкових (Troglodytidae). Ендемік Мексики.

## Опис
Довжина птаха становить 12-14 см, вага 9-16,5 г. Обличчя чорне, сильно поцятковане білими смугами, над очима білі "брови". Верхня частина голови темно-рудувато-коричнева, верхня частина тіла дещо світліша. Махові пера коричневі або сірувато-коричневі, поцятковані темними смугами. Горло білувате, нижня частина тіла охриста. Очі темно-карі, дзьоб чорний, біля основи сірий, лапи темно-сірі. Виду не притаманний статевий диморфізм. У молодих птахів смуги на обличчі менш чіткі, на нижній частині тіла є сірі смуги. 

## Підвиди
Виділяють п'ять підвидів:
- P. f. sonorae Van Rossem, 1930[5] — північно-західна Венесуела (від південної Сонори до північного Сіналоа);
- P. f. pallidus (Nelson, 1899)[6] — західна Мексика (від центрального Сіналоа і західного Дуранго до Халіско і Мічоакана);
- P. f. lawrencii (Ridgway, 1878)[7] — острови Лас-Трес-Маріас[es] (біля західного узбережжя Мексики);
- P. f. grandis (Nelson, 1900)[8] — південь центральної Мексики (від верхів'їв річки Бальсас до південного заходу Пуебли і півночі Герреро);
- P. f. felix (Sclater, PL, 1860) — південно-західна Мексика (від південно-західного Халіско до Мічоакана, Герреро і західної Оахаки).

## Поширення і екологія
Вохристі поплітники є ендеміками західної Мексики. Вони живуть в сухих і вологих тропічних лісах (зокрема в дубових і грабових лісах) та чагарникових заростях. Зустрічаються на висоті до 2000 м над рівнем моря. Живляться комахами та іншими дрібними безхребетними, яких шукають серед рослинності, переважно на висоті до 2 м над землею. Гніздяться в травні-червні. Гніздо кулеподібне з трубкоподібним бічним входом, розміщується на дереві так, щоб гніздо звичало з однієї сторони гілки, а його вхід — з іншої, часто поряд з гніздо ос або агресивних мурах з роду  Pseudomyrmica. В кладці 5 блакитнуватих яєць.